# 拉斐爾·赫南德茲
拉斐爾·赫南德茲·馬林（西班牙語：Rafael Hernández Marín；1892年10月24日—1965年12月11日）是波多黎各作曲家。作曲數量超過3,000首，當中許多都是拉美文化的代表性作品。
赫南德茲對於古巴音樂特別有心得，擅長坎西翁（canción）、波麗露（bolero）、瓜拉恰（guaracha）等歌曲類型。在日本，他的作品《擊杯的人》（El Cumbanchero）是高中棒球的應援名曲。

## 生平
早年
出生於波多黎各西北部的阿瓜迪亚一貧戶，打小便以製菸（菸草捲）維生。對於音樂的興趣，在成長過程中逐漸增加，12歲時主動向父母要求赴聖胡安音樂學校，向Jose Ruellan Lequenica與Jesús Figueroa等人學習。學生階段的赫南德茲能演奏單簧管、低音號、小提琴、鋼琴和吉他等樂器。之後他遷居至聖胡安，開始在城裡的業餘樂團演奏。
參戰

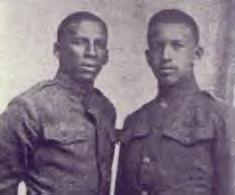
一戰時的拉斐爾與弟弟赫蘇斯（Jesús，圖右者），約1917年

1917年，他在美國北卡工作，接受美軍的雇傭，與弟弟一起加入美國第369步兵團，前往法國戰場。因為這一段經歷，赫南德茲領有法國總統頒發的英勇十字勋章。
佩德羅·弗洛雷斯
二〇年代定居在紐約，創建了伯里奇諾三重奏團（Trio Borincano）。1926年，作曲家同鄉佩德羅·弗洛雷斯曾短暫與之合作，不過此二人旋即因為藝術觀點而拆夥（但終生維持交情）。1927年9月2日，妹妹維多利亞開設了音樂書店「赫南德茲之家」（Casa Hernandez），專營兄長的作品出版。之後（1929年）他另組維多利亞四重奏團（Cuarteto Victoria，致獻其妹維多利亞），在美國、拉美地區旅行演奏，推廣自己的音樂。
1932年赫南德茲前往墨西哥，在當地指導樂團。為了精進自己的音樂知識，甚至註冊了墨西哥國立音樂學院的學籍，赴校修課。他也出演電影，參與配樂工作，並且遇到了自己的另一半。
《悲嘆》與《美人》
1937年，完成《伯里奇諾悲嘆》（Lamento Borincano）和《美人》（Preciosa）。1947年返回母國，成為國立WIPR廣播電台的樂團指導。這個階段他寫作了為數可觀的各式歌曲，包括耶誕節音樂、波麗露、瓜拉恰、華爾茲等。
晚年與身後
赫南德茲於1965年12月11日逝世。當時，波多黎各的Popular電視台剛剛完成致敬赫南德茲一生音樂成就的報導不久，赫南德茲本人也在節目中講話，這是他最後的公開露面紀錄。赫南德茲下葬於聖胡安舊城區的圣玛丽亚马格达莱纳德帕齐斯公墓。
赫南德茲在波多黎各是家喻戶曉的人物，國內可見以他為題的雕塑，阿瓜迪亚機場也冠以赫南德茲的姓名，向他致敬，如同萨尔茨堡對莫扎特的敬意一般。在美國紐約、波士頓等地，也有學校以赫南德茲起名。波多黎各汎美大學是負責赫南德茲遺稿的機構，在聖胡安市區有一處小型博物館，展示赫南德茲的作品。目前這處博物館由赫南德茲之子亞歷杭德羅（Alejandro）經營。
2001年3月23日，「赫南德茲之家」被選入美國國家史蹟名錄（NRHP，編號01000244）。

## 作品節選
- 伯里奇諾悲嘆（Lamento Borincano），1930年
- Capullito de Alhelí，1931年
- Silencio，1932年
- 擊杯的人（El Cumbanchero），1943年
- Preciosa，1948年

## 獲獎與榮譽
- 國際拉美音樂名人堂，1999年[9]

## 個人生活
拉斐爾·赫南德茲·馬林是米格爾·安吉·羅薩（Miguel Angel Rosa）與瑪麗亞·赫南德茲·馬林（María Hernández Marín）之子，他只使用了母親的姓氏。

## 軼事
- 在音樂事業之外，赫南德茲也是波多黎各少棒聯盟的創始者。

## 外部連結
- 拉斐爾·赫南德茲的Discogs页面（英文）